# Donata Vištartaitė
Donata Vištartaitė est une rameuse lituanienne, née le 11 juin 1989.

## Palmarès

### Jeux olympiques
- 2016 à Rio de Janeiro (Brésil)
  -  Médaille de bronze en deux de couple.
- 2012, à Londres ( Royaume-Uni)
  - 8e en Skiff

### Championnats du monde
- 2013, à Chungju ( Corée du Sud)
  -  Médaille d'or en Deux de couple

### Championnats d'Europe
- 2015, à Poznań ( Pologne)
  -  Médaille d'argent en Deux de couple
- 2014, à Belgrade ( Serbie)
  -  Médaille d'argent en Deux de couple
- 2013, à Séville ( Espagne)
  -  Médaille d'or en Deux de couple
- 2012, à Varèse ( Italie)
  -  Médaille d'or en Skiff
- 2011, à Plovdiv ( Bulgarie)
  -  Médaille de bronze en Skiff